# USS LST-694
O USS LST-694 foi um navio de guerra norte-americano da classe LST que operou durante a Segunda Guerra Mundial.